# Cimetière commémoratif de Krušik
Le cimetière commémoratif de Krušik (en serbe cyrillique : Спомен гробље на Крушику ; en serbe latin : Spomen groblje na Krušiku) est un ensemble mémoriel situé à Valjevo, dans le district de Kolubara, en Serbie. Il est inscrit sur la liste des monuments culturels protégés de la république de Serbie (identifiant no SK 450).

## Présentation

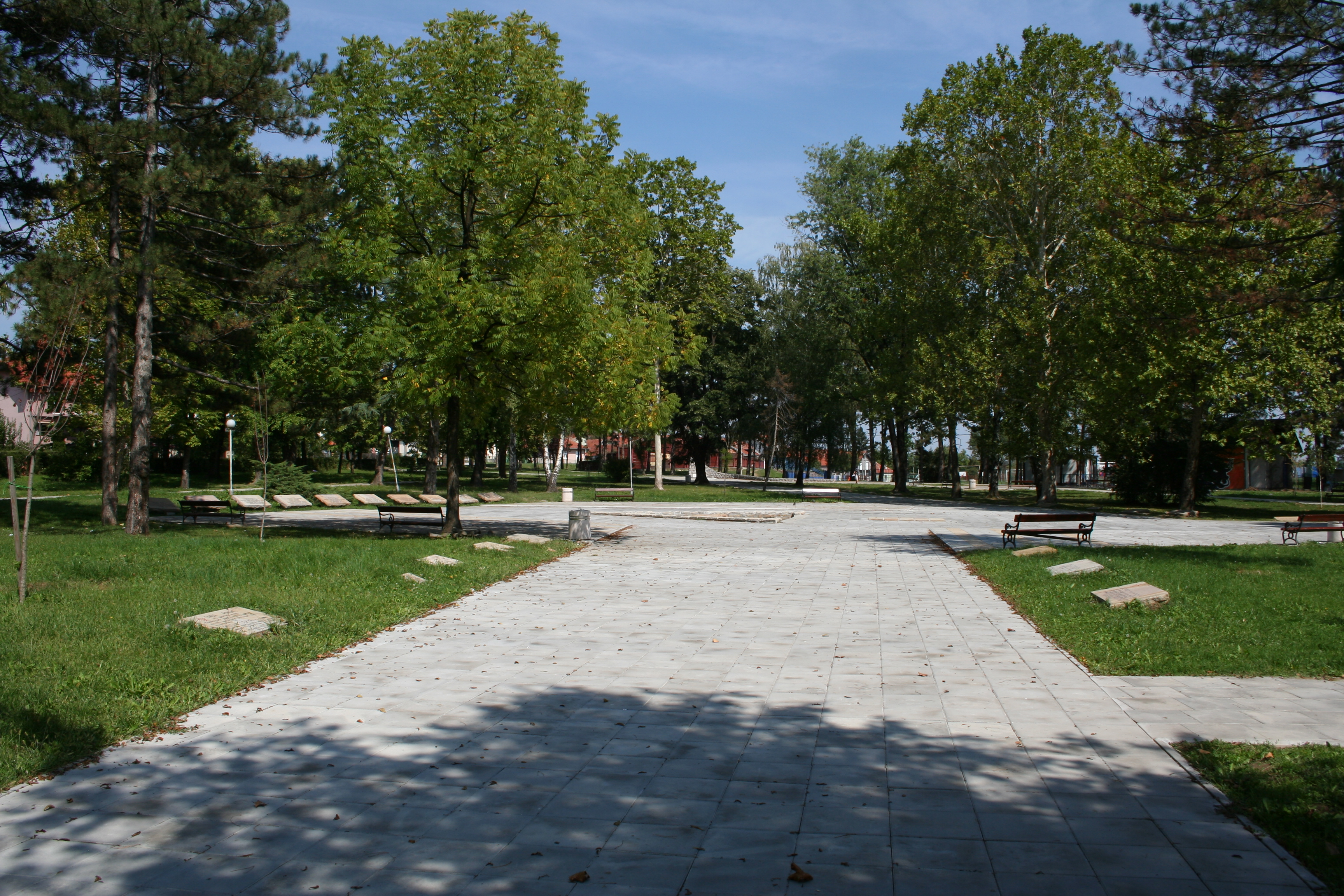
Autre vue du cimetière avec des plaques commémoratives.

Le cimetière commémoratif a été créé en 1967 et inauguré par le président de la république fédérative socialiste de Yougoslavie Josip Broz Tito le 18 mai 1967. Il a été construit à l'endroit où 121 Partisans ont été tués par les nazis le 27 novembre 1941.
Au centre du cimetière se trouve une flamme éternelle, allumée par Tito lors de l'inauguration. Le long de l'allée centrale, sur la pelouse, se trouvent 67 plaques commémoratives en grès portant les noms des soldats abattus ; toutes les plaques portent une étoile à cinq branches avec une faucille et un marteau dans le coin supérieur gauche[réf. nécessaire].
Dans le cimetière commémoratif, des plaques ont notamment été placées à la mémoire des héros nationaux et des combattants éminents de la lutte de libération nationale de la région de Valjevo : on y trouve ainsi des plaques en l'honneur de personnalités comme Žikica Jovanović Španac, Dragojlo Dudić, Miloš Dudić, Stjepan Stevo Filipović, Živan Đurđević, Milica Pavlović Dara, Zdravko Jovanović, Sava Vujanović Žuća, Bogdan Bolta et Miša Pantić[réf. nécessaire].

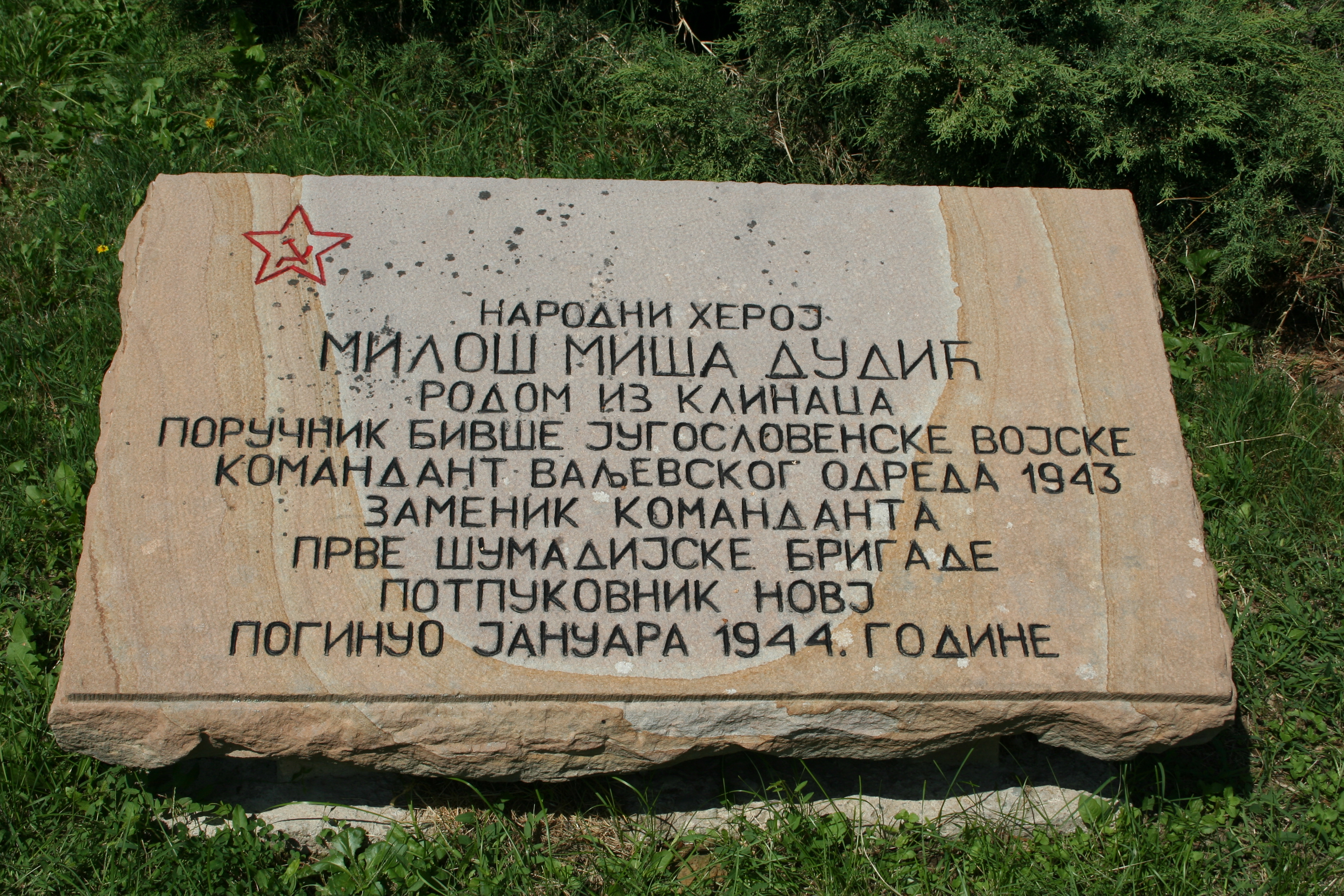
Plaque de Miloš Miša Dudić.
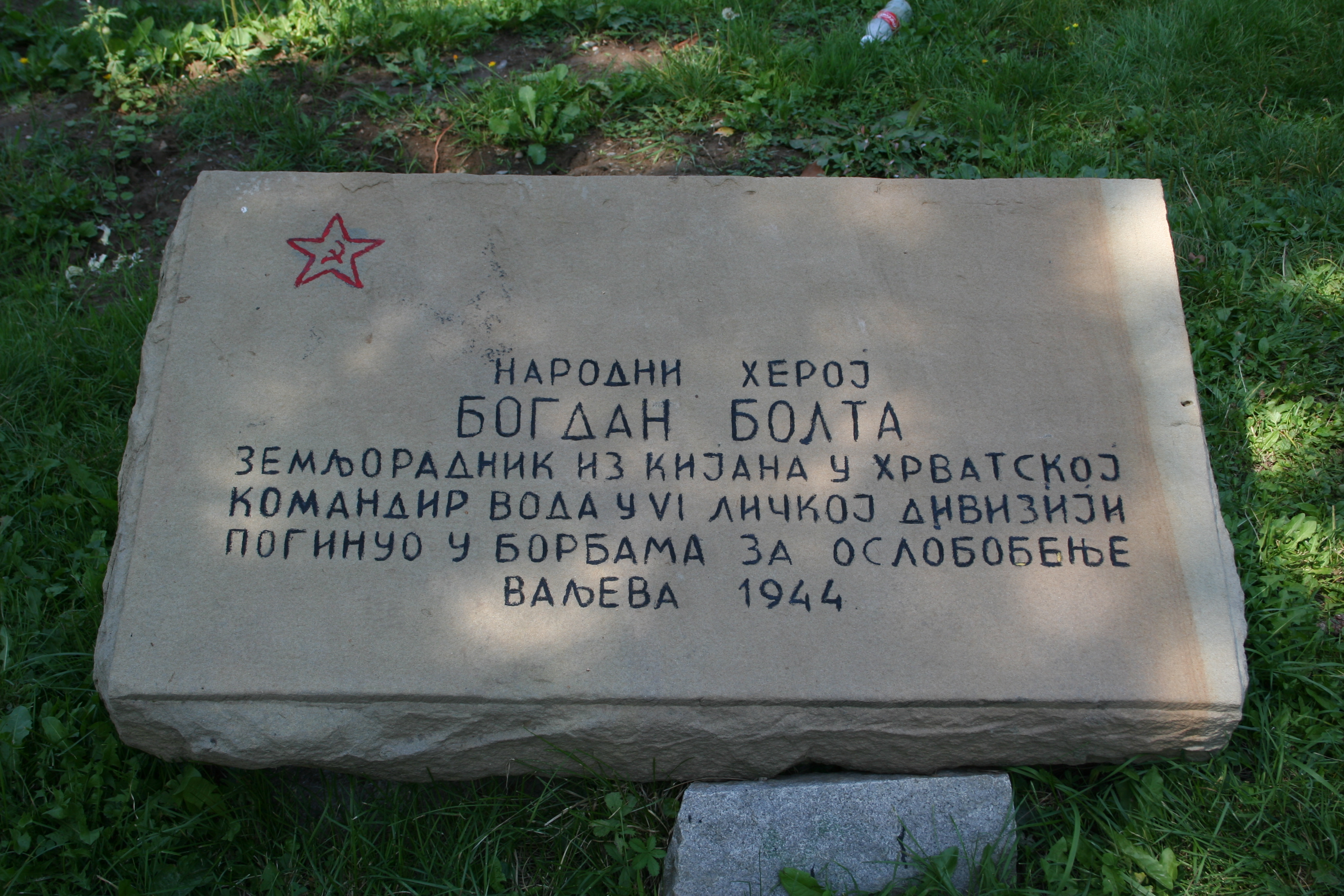
Plaque de Bogdan Bolta.
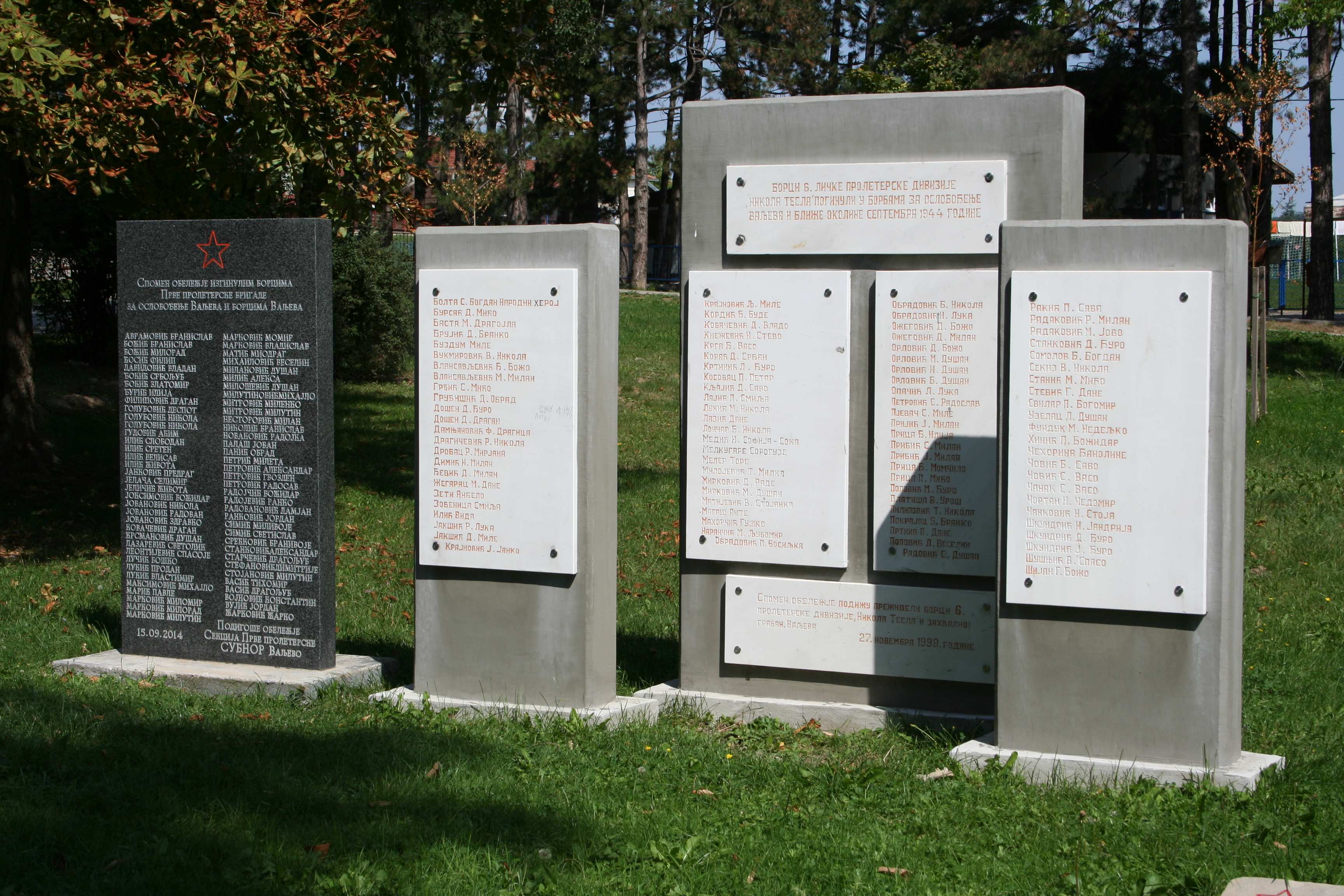
Autres plaques dans le cimetière.